# 下恩西纳斯
下恩西纳斯（西班牙語：Encinas de Abajo）是西班牙卡斯蒂利亚-莱昂萨拉曼卡省的一个市镇。 总面积21平方公里，总人口659人（2001年），人口密度31人/平方公里。